# Beinwil am See
Pour les articles homonymes, voir Beinwil.
Beinwil am See est une commune suisse du canton d'Argovie, située dans le district de Kulm.

## Personnalités
- Hans-Rudolf Merz, conseiller fédéral suisse